# Culture Beat/Diskografie
Diese Diskografie ist eine Übersicht über die musikalischen Werke der deutschen Eurodance-Band Culture Beat. Den Quellenangaben zufolge verkaufte sie bisher mehr als zehn Millionen Tonträger, davon alleine laut Schallplattenauszeichnungen über zwei Millionen in Deutschland. Ihre erfolgreichste Veröffentlichung ist die Single Mr. Vain mit über 4,5 Millionen verkauften Einheiten. Diese verkaufte sich alleine in Deutschland über eine Million Mal und zählt damit zu den meistverkauften Singles des Landes der 1990er-Jahre.

## Alben

### Studioalben
| Jahr | Titel Musiklabel                      | Höchstplatzierung, Gesamtwochen, AuszeichnungChartplatzierungen (Jahr, Titel, Musiklabel, Platzierungen, Wochen, Auszeichnungen, Anmerkungen) | Höchstplatzierung, Gesamtwochen, AuszeichnungChartplatzierungen (Jahr, Titel, Musiklabel, Platzierungen, Wochen, Auszeichnungen, Anmerkungen) | Höchstplatzierung, Gesamtwochen, AuszeichnungChartplatzierungen (Jahr, Titel, Musiklabel, Platzierungen, Wochen, Auszeichnungen, Anmerkungen) | Höchstplatzierung, Gesamtwochen, AuszeichnungChartplatzierungen (Jahr, Titel, Musiklabel, Platzierungen, Wochen, Auszeichnungen, Anmerkungen) | Höchstplatzierung, Gesamtwochen, AuszeichnungChartplatzierungen (Jahr, Titel, Musiklabel, Platzierungen, Wochen, Auszeichnungen, Anmerkungen) | Anmerkungen                                              |
| Jahr | Titel Musiklabel                      | DE | AT | CH | UK | US | Anmerkungen                                              |
| ---- | ------------------------------------- | --- | --- | --- | --- | --- | -------------------------------------------------------- |
| 1991 | Horizon Dance Pool (Sony)             | — | — | — | — | — | Erstveröffentlichung: 8. März 1991                       |
| 1993 | Serenity Dance Pool (Sony)            | DE8 Gold · (46 Wo.)DE | AT7 Gold · (16 Wo.)AT | CH8 Gold · (24 Wo.)CH | UK13 Gold · (13 Wo.)UK | — | Erstveröffentlichung: 2. Juni 1993 Verkäufe: + 2.000.000 |
| 1995 | Inside Out Dance Pool (Sony)          | DE22 (29 Wo.)DE | AT34 (2 Wo.)AT | CH27 (6 Wo.)CH | — | — | Erstveröffentlichung: 3. November 1995                   |
| 1998 | Metamorphosis Columbia Records (Sony) | DE12 (10 Wo.)DE | — | CH37 (4 Wo.)CH | — | — | Erstveröffentlichung: 19. Juni 1998                      |

### Kompilationen
| Jahr | Titel Musiklabel                             | Höchstplatzierung, Gesamtwochen, AuszeichnungChartplatzierungen (Jahr, Titel, Musiklabel, Platzierungen, Wochen, Auszeichnungen, Anmerkungen) | Höchstplatzierung, Gesamtwochen, AuszeichnungChartplatzierungen (Jahr, Titel, Musiklabel, Platzierungen, Wochen, Auszeichnungen, Anmerkungen) | Höchstplatzierung, Gesamtwochen, AuszeichnungChartplatzierungen (Jahr, Titel, Musiklabel, Platzierungen, Wochen, Auszeichnungen, Anmerkungen) | Höchstplatzierung, Gesamtwochen, AuszeichnungChartplatzierungen (Jahr, Titel, Musiklabel, Platzierungen, Wochen, Auszeichnungen, Anmerkungen) | Höchstplatzierung, Gesamtwochen, AuszeichnungChartplatzierungen (Jahr, Titel, Musiklabel, Platzierungen, Wochen, Auszeichnungen, Anmerkungen) | Anmerkungen                        |
| Jahr | Titel Musiklabel                             | DE | AT | CH | UK | US | Anmerkungen                        |
| ---- | -------------------------------------------- | --- | --- | --- | --- | --- | ---------------------------------- |
| 2003 | Best of Culture Beat Columbia Records (Sony) | — | AT71 (2 Wo.)AT | — | — | — | Erstveröffentlichung: 7. Juli 2003 |

### Remixalben
| Jahr | Titel Musiklabel                  | Anmerkungen                              |
| ---- | --------------------------------- | ---------------------------------------- |
| 1994 | The Remix Album Dance Pool (Sony) | Erstveröffentlichung: 23. September 1994 |

## Singles

### Als Leadmusiker
| Jahr | Titel Album                                             | Höchstplatzierung, Gesamtwochen, AuszeichnungChartplatzierungen (Jahr, Titel, Album, Platzierungen, Wochen, Auszeichnungen, Anmerkungen) | Höchstplatzierung, Gesamtwochen, AuszeichnungChartplatzierungen (Jahr, Titel, Album, Platzierungen, Wochen, Auszeichnungen, Anmerkungen) | Höchstplatzierung, Gesamtwochen, AuszeichnungChartplatzierungen (Jahr, Titel, Album, Platzierungen, Wochen, Auszeichnungen, Anmerkungen) | Höchstplatzierung, Gesamtwochen, AuszeichnungChartplatzierungen (Jahr, Titel, Album, Platzierungen, Wochen, Auszeichnungen, Anmerkungen) | Höchstplatzierung, Gesamtwochen, AuszeichnungChartplatzierungen (Jahr, Titel, Album, Platzierungen, Wochen, Auszeichnungen, Anmerkungen) | Anmerkungen | [↑]: gemeinsam behandelt mit vorhergehendem Eintrag; [←]: in beiden Charts platziert |
| Jahr | Titel Album                                             | DE | AT | CH | UK | US | Anmerkungen |                                                                                      |
| ---- | ------------------------------------------------------- | --- | --- | --- | --- | --- | --- | ------------------------------------------------------------------------------------ |
| 1989 | Der Erdbeermund Cherry Lips (englische Version) Horizon | DE11 (18 Wo.)DE | — | — | UK55 (3 Wo.)UK | — | Erstveröffentlichung: 1989 (DE-Version) Erstveröffentlichung: 22. Januar 1990 (EN-Version) feat. Jo van Nelsen |                                                                                      |
| 1990 | Tell Me That You Wait Horizon                           | — | — | — | — | — | Erstveröffentlichung: 1990                                                                                     |                                                                                      |
| 1990 | I Like You Horizon                                      | DE30 (17 Wo.)DE | — | — | UK96 (1 Wo.)UK | — | Erstveröffentlichung: August 1990                                                                              |                                                                                      |
| 1991 | No Deeper Meaning Horizon                               | — | — | — | — | — | Erstveröffentlichung: 13. Mai 1991                                                                             |                                                                                      |
| 1993 | Mr. Vain Serenity                                       | DE1 ×2Doppelplatin · (33 Wo.)DE | AT1 Gold · (15 Wo.)AT | CH1 Gold · (19 Wo.)CH | UK1 Gold · (15 Wo.)UK | US17 Gold · (20 Wo.)US | Erstveröffentlichung: 16. April 1993 Verkäufe: + 4.500.000                                                     |                                                                                      |
| 1993 | Mr. Vain (Remix) The Remix Album[DE: ↑][AT: ↑]          | DE1 ×2Doppelplatin · (33 Wo.)DE | AT1 Gold · (15 Wo.)AT | CH10 (10 Wo.)CH[UK: ↑][US: ↑] | UK1 Gold · (15 Wo.)UK | US17 Gold · (20 Wo.)US | Erstveröffentlichung: 17. Juni 1993                                                                            |                                                                                      |
| 1993 | Got to Get It Serenity                                  | DE4 Gold · (20 Wo.)DE | AT7 (12 Wo.)AT | CH7 (21 Wo.)CH | UK4 (11 Wo.)UK | — | Erstveröffentlichung: 13. September 1993 Verkäufe: + 285.000                                                   |                                                                                      |
| 1993 | Anything Serenity                                       | DE4 Gold · (20 Wo.)DE | AT3 (13 Wo.)AT | CH7 (13 Wo.)CH | UK5 (8 Wo.)UK | — | Erstveröffentlichung: Dezember 1993 Verkäufe: + 285.000                                                        |                                                                                      |
| 1994 | World in Your Hands Serenity                            | DE18 (14 Wo.)DE | AT20 (6 Wo.)AT | CH29 (10 Wo.)CH | UK20 (4 Wo.)UK | — | Erstveröffentlichung: 28. März 1994                                                                            |                                                                                      |
| 1995 | Inside Out                                              | DE5 Gold · (25 Wo.)DE | AT10 (12 Wo.)AT | CH11 (18 Wo.)CH | UK32 (2 Wo.)UK | — | Erstveröffentlichung: 3. November 1995 Verkäufe: + 250.000                                                     |                                                                                      |
| 1996 | Crying in the Rain Inside Out                           | DE8 (19 Wo.)DE | AT14 (12 Wo.)AT | CH16 (9 Wo.)CH | UK29 (2 Wo.)UK | — | Erstveröffentlichung: 12. Februar 1996                                                                         |                                                                                      |
| 1996 | Take Me Away Inside Out                                 | DE26 (12 Wo.)DE | AT39 (1 Wo.)AT | CH33 (2 Wo.)CH | UK52 (2 Wo.)UK | — | Erstveröffentlichung: 14. Juni 1996                                                                            |                                                                                      |
| 1996 | Walk the Same Line Inside Out                           | DE64 (3 Wo.)DE | AT38 (2 Wo.)AT | — | — | — | Erstveröffentlichung: 21. Oktober 1996                                                                         |                                                                                      |
| 1998 | Pay No Mind Metamorphosis                               | DE27 (10 Wo.)DE | AT37 (2 Wo.)AT | — | — | — | Erstveröffentlichung: 16. Februar 1998                                                                         |                                                                                      |
| 1998 | Rendez-vous Metamorphosis                               | DE53 (9 Wo.)DE | AT38 (2 Wo.)AT | — | — | — | Erstveröffentlichung: 5. Juni 1998                                                                             |                                                                                      |
| 1998 | You Belong Metamorphosis                                | DE77 (9 Wo.)DE | — | — | — | — | Erstveröffentlichung: 27. Oktober 1998                                                                         |                                                                                      |
| 2001 | Insanity –                                              | DE66 (4 Wo.)DE | — | — | — | — | Erstveröffentlichung: 21. Mai 2001                                                                             |                                                                                      |
| 2003 | Mr. Vain Recall –                                       | DE7 (10 Wo.)DE | AT8 (12 Wo.)AT | CH46 (5 Wo.)CH | UK51 (2 Wo.)UK | — | Erstveröffentlichung: 10. Juni 2003                                                                            |                                                                                      |
| 2004 | Can’t Go on Like This (No No) –                         | — | — | — | — | — | Erstveröffentlichung: 24. Mai 2004                                                                             |                                                                                      |
| 2008 | Your Love –                                             | — | — | — | — | — | Erstveröffentlichung: 16. Mai 2008                                                                             |                                                                                      |

### Als Gastmusiker
| Jahr | Titel Album | Höchstplatzierung, Gesamtwochen, AuszeichnungChartplatzierungen (Jahr, Titel, Album, Platzierungen, Wochen, Auszeichnungen, Anmerkungen) | Höchstplatzierung, Gesamtwochen, AuszeichnungChartplatzierungen (Jahr, Titel, Album, Platzierungen, Wochen, Auszeichnungen, Anmerkungen) | Höchstplatzierung, Gesamtwochen, AuszeichnungChartplatzierungen (Jahr, Titel, Album, Platzierungen, Wochen, Auszeichnungen, Anmerkungen) | Höchstplatzierung, Gesamtwochen, AuszeichnungChartplatzierungen (Jahr, Titel, Album, Platzierungen, Wochen, Auszeichnungen, Anmerkungen) | Höchstplatzierung, Gesamtwochen, AuszeichnungChartplatzierungen (Jahr, Titel, Album, Platzierungen, Wochen, Auszeichnungen, Anmerkungen) | Anmerkungen                                                            |
| Jahr | Titel Album | DE | AT | CH | UK | US | Anmerkungen                                                            |
| ---- | ----------- | --- | --- | --- | --- | --- | ---------------------------------------------------------------------- |
| 1996 | Children –  | DE19 (13 Wo.)DE | AT31 (6 Wo.)AT | CH12 (15 Wo.)CH | — | — | Erstveröffentlichung: 4. April 1996 mit Hand in Hand for Children e.V. |

## Musikvideos
| Jahr | Titel                 | Regisseur(e)      |
| ---- | --------------------- | ----------------- |
| 1989 | Der Erdbeermund       |                   |
| 1990 | I Like You            |                   |
| 1990 | Tell Me That You Wait |                   |
| 1993 | Mr. Vain              | Matt Broadley     |
| 1993 | Got To Get It         | Matt Broadley     |
| 1993 | Anything              | Matt Broadley     |
| 1994 | World In Your Hands   | Matt Broadley     |
| 1994 | Adelante!             | Frank Sacramento  |
| 1995 | Inside Out            |                   |
| 1996 | Crying in the Rain    | Oliver Sommer     |
| 1996 | Children              |                   |
| 1996 | Take Me Away          | Nikolas Mann      |
| 1996 | Walk the Same Line    | Martin Weisz      |
| 1998 | Pay No Mind           | Volker Hannwacker |
| 1998 | Rendez-vous           | Matthias Schweger |
| 1998 | You Belong            | Matthias Schweger |
| 2001 | Insanity              | Wiebke Berndt     |
| 2003 | Mr. Vain Recall       | Peter Pippig      |

## Sonderveröffentlichungen

### Alben
| Jahr | Titel Musiklabel                      | Anmerkungen                                                                         |
| ---- | ------------------------------------- | ----------------------------------------------------------------------------------- |
| 1993 | Serenity – Remix EP Dance Pool (Sony) | Erstveröffentlichung: 30. September 1993 Bonus-EP von Serenity (Australian Edition) |
| 1995 | The Other Side Dance Pool (Sony)      | Erstveröffentlichung: 3. November 1995 Bonus-EP von Inside Out (Deluxe Edition)     |

| Jahr | Titel Musiklabel                                    | Anmerkungen                                            |
| ---- | --------------------------------------------------- | ------------------------------------------------------ |
| 2013 | The Loungin’ Side Of Culture Beat Sony Music (Sony) | Erstveröffentlichung: 4. Januar 2013 Label-Kompilation |

### Lieder
| Jahr | Titel Album                    | Anmerkungen                                            |
| ---- | ------------------------------ | ------------------------------------------------------ |
| 1993 | Comin’ On (Culture Mix) –      | Erstveröffentlichung: 1993 Interpretation: The Shamen  |
| 1993 | Remember the Time (Time Mix) – | Erstveröffentlichung: 1993 Interpretation: Shift       |
| 1993 | Show Me (Culture Mix) –        | Erstveröffentlichung: 1993 Interpretation: Kim Sanders |

## Promoveröffentlichungen
| Jahr | Titel Album                                            | Anmerkungen                                       |
| ---- | ------------------------------------------------------ | ------------------------------------------------- |
| 1994 | Adelante! Serenity                                     | Erstveröffentlichung: 1994                        |
| 1994 | DMC – Megamix The Remix Album                          | Erstveröffentlichung: 1994                        |
| 1998 | Have Yourself a Merry Little Christmas The Remix Album | Erstveröffentlichung: 1998 Original: Judy Garland |

## Statistik

### Chartauswertung
|                     | DE    | AT    | CH    | UK    | US    |
| ------------------- | ----- | ----- | ----- | ----- | ----- |
| Nummer-eins-Alben   | DE—DE | AT—AT | CH—CH | UK—UK | US—US |
| Top-10-Alben        | DE1DE | AT1AT | CH1CH | UK—UK | US—US |
| Alben in den Charts | DE3DE | AT3AT | CH3CH | UK1UK | US—US |

|                       | DE     | AT     | CH     | UK     | US    |
| --------------------- | ------ | ------ | ------ | ------ | ----- |
| Nummer-eins-Singles   | DE1DE  | AT1AT  | CH1CH  | UK1UK  | US—US |
| Top-10-Singles        | DE6DE  | AT5AT  | CH4CH  | UK3UK  | US—US |
| Singles in den Charts | DE16DE | AT12AT | CH10CH | UK10UK | US1US |

### Auszeichnungen für Musikverkäufe
| Silberne Schallplatte - Frankreich - 1993: für die Single Mr. Vain Goldene Schallplatte - Australien - 1994: für die Single Got to Get It - 1994: für die Single Anything - 1994: für das Album Serenity - Dänemark - 2024: für die Single Mr. Vain - Europa - 1994: für das Album Serenity - Finnland - 1996: für das Album Serenity - Frankreich - 1994: für das Album Serenity - Kanada - 1994: für das Album Serenity - Niederlande - 1993: für die Single Mr. Vain - 1994: für das Album Serenity - Schweden - 1993: für das Album Serenity - 1993: für die Single Mr. Vain | Platin-Schallplatte - Australien - 1993: für die Single Mr. Vain - Norwegen - 1993: für die Single Mr. Vain |

Anmerkung: Auszeichnungen in Ländern aus den Charttabellen bzw. Chartboxen sind in ebendiesen zu finden.
| Land/RegionAuszeichnungen für Musikverkäufe (Land/Region, Auszeichnungen, Verkäufe, Quellen) | Silber  | Gold       | Platin     | Verkäufe  | Quellen              |
| -------------------------------------------------------------------------------------------- | ------- | ---------- | ---------- | --------- | -------------------- |
| Australien (ARIA)                                                                            | —       | 3× Gold3   | Platin1    | 175.000   | aria.com.au          |
| Dänemark (IFPI)                                                                              | —       | Gold1      | —          | 45.000    | ifpi.dk              |
| Deutschland (BVMI)                                                                           | —       | 4× Gold4   | 2× Platin2 | 2.000.000 | musikindustrie.de    |
| Europa (IFPI)                                                                                | —       | Gold1      | —          | 500.000   | Einzelnachweise      |
| Finnland (IFPI)                                                                              | —       | Gold1      | —          | 25.000    | ifpi.fi              |
| Frankreich (SNEP)                                                                            | Silber1 | Gold1      | —          | 225.000   | infodisc.fr          |
| Kanada (MC)                                                                                  | —       | Gold1      | —          | 50.000    | musiccanada.com      |
| Niederlande (NVPI)                                                                           | —       | 2× Gold2   | —          | 100.000   | nvpi.nl              |
| Norwegen (IFPI)                                                                              | —       | —          | Platin1    | 20.000    | ifpi.no              |
| Österreich (IFPI)                                                                            | —       | 2× Gold2   | —          | 50.000    | ifpi.at              |
| Schweden (IFPI)                                                                              | —       | 2× Gold2   | —          | 65.000    | sverigetopplistan.se |
| Schweiz (IFPI)                                                                               | —       | 2× Gold2   | —          | 50.000    | hitparade.ch         |
| Vereinigte Staaten (RIAA)                                                                    | —       | Gold1      | —          | 500.000   | riaa.com             |
| Vereinigtes Königreich (BPI)                                                                 | —       | 2× Gold2   | —          | 500.000   | bpi.co.uk            |
| Insgesamt                                                                                    | Silber1 | 23× Gold23 | 4× Platin4 |           |                      |